# Гастарбайтер
Гастарба́йтер (нем. Gastarbeiter, МФА: [ˈɡastʔaʁˌbaɪ̯tɐ], произношениео файле; дословно: «гость-работник», т. е. «приглашённый рабочий») — иностранец или житель другого государства, работающий по временному найму. 
Слово заимствовано в 1970-х из немецкого языка, получило широкое распространение в конце 1990-х в СМИ на территории СНГ, сначала в Москве и Санкт-Петербурге, а затем вошло в разговорную русскую речь.
В отличие от таких слов, как «гастроль» (выступление в гостях), «гаст-профессор» (приглашённый для чтения курса в другой ВУЗ), пришедших в русский из немецкого, слово «гастарбайтер» зачастую воспринимается не как нейтральное, а как негативно окрашенное.
Наибольшее число иностранных мигрантов в 2013 году проживало в США (45,8 млн человек), или 19,8 % от их общей численности в мире. По состоянию на 2015 год, Россия занимает 2-е место в мире, после США, по числу иностранных мигрантов (10,9 млн.).

## История термина
В немецком языке термин «гастарбайтер» изначально имел несколько другой смысл. Он был введён в обиход с целью замены существовавшего до этого термина «Фремдарбайтер» (нем. Fremdarbeiter), имеющегося с нацистских времён и обозначавшего работников, привезённых с целью принудительных работ в нацистской Германии. Новый термин не нёс негативной окраски старого термина и обозначал работников, добровольно приехавших для работы в Германию по приглашению немецкого правительства.
В словарях русского языка начала девяностых годов слово было зафиксировано с ударением на немецкий манер (гаста́рбайтер), но очень скоро в разговорной речи ударение сместилось ближе к концу слова (гастарба́йтер). Довольно часто, особенно в малограмотной социальной среде, используются ошибочные варианты «гастрабайтер» и «гастробайтер», реже — «гастрайбайтер».
Поток мигрантов в СНГ не был вызван приглашениями, как в Германии, поэтому слово «гастарбайтер» носит иронический характер. Сами иностранные работники в СНГ зачастую считают применение к ним этого термина оскорбительным.

## Германия
Термин изобрёл Конрад Аденауэр в ФРГ, куда в 1960-х по государственным контрактам приехало значительное количество турецкой, греческой, итальянской, испанской, португальской и прочей дешёвой рабочей силы для удовлетворения спроса быстро развивающейся немецкой экономики. Изначальный план немецкого правительства был полностью договорным. Неотъемлемой частью этого плана был принцип ротации.
Предполагалось, что по истечении определённого срока согласно принципу ротации иностранные рабочие будут покидать Германию и их место займут новые желающие. Однако уже в 1970-е годы стало очевидно, что принцип ротации себя не оправдывает. Он был отменён под нажимом работодателей Германии, которые мотивировали его отмену тем, что постоянная ротация рабочей силы неразрывно связана с повышением расходов предприятий на обучение персонала, что в итоге ведёт к удорожанию немецких товаров. Как следствие отмены ротационного принципа иностранные наёмные рабочие получили возможность сменить разрешение на временное пребывание на постоянный вид на жительство. Кроме того они получили право перевезти свои семьи в Германию. Со временем значительная часть греков, итальянцев и испанцев вернулась домой из-за значительного повышения уровня жизни в этих некогда отсталых странах после их вступления в Европейский союз. Но иммигранты из некоторых других стран, в первую очередь из Турции и Югославии, не торопились возвращаться назад, поскольку разрыв в уровне жизни между Германией и этими странами со временем только увеличивался. Начиная с 1990 г., из-за большого притока в Германию трудовых мигрантов и беженцев из стран Восточной Европы, а затем из стран — новых членов ЕС, правительство Германии ужесточило правила, регулирующие рынок труда.

## Государства-поставщики гастарбайтеров
Гастарбайтеры — это выходцы из более бедных в экономическом смысле государств и стран. Таким образом, они являются дешёвой, и, как правило, неквалифицированной рабочей силой. В Европе к таким государствам и странам относятся Греция, Румыния, Болгария, государства бывшей Югославии, Португалия, Испания, Ирландия, Польша. Мировым лидером по объёму поступлений денежных переводов трудовых мигрантов из-за рубежа в 2008 году являлась Индия ($52 млрд), затем шли Китай ($40,6 млрд) и Мексика ($26,3 млрд). В 2013 году Индия сохранила лидерство (около $71 млрд), на втором месте Китай ($60 млрд), затем — Филиппины ($26 млрд). По оценкам Всемирного банка за 2012 год, в Таджикистане денежные переводы мигрантов, работающих в России, составляли 48 % ВВП страны (самый высокий показатель в мире).

## Гастарбайтеры в России
В России феномен массовых трудовых миграционных потоков стал реальностью в 1990-е годы (сначала из Молдовы, Украины и Узбекистана, а затем и из других постсоветских республик).
В связи с принятием в 2007 году нового законодательства (коснувшееся в большей степени работников из государств и стран, с которыми СНГ имеет безвизовый режим) произошло значительное упрощение процедуры регистрации для временного пребывания на территории СНГ и осуществления трудовой деятельности на его территории, результатом чего, по данным федеральной миграционной службы стало увеличение числа легально трудоустроившихся иностранных мигрантов в два — три раза.
Разрешительная регистрация по месту жительства была заменена уведомительной по месту пребывания. Данное новшество устраняет существовавшие ранее бюрократические препоны. Значительные изменения претерпел порядок трудоустройства иностранных граждан. В связи с тем, что разрешение на работу, согласно новому законодательству выдаётся самому иностранному мигранту, ликвидирована существовавшая ранее система, при которой работник попадал в зависимое положение от работодателя. В 2014 году система квот на привлечение иностранной рабочей силы в России была отменена, а вступившее в силу новое миграционное законодательство предусматривает оформление иностранным гражданином разрешения на работу - патента. Ежемесячный налог за патент в Москве составляет 6600 рублей.
Наибольшее количество мигрантов работают в Москве и области, за I полугодие 2016 года объём налоговых отчислений (НДФЛ) в бюджет Москвы легальными трудовыми мигрантами составил 8,6 млрд руб. Широко представлены рабочие из Узбекистана, которые составляют в Москве более 40 % от общего числа легальных иностранных трудовых мигрантов, 30 % — граждане Вьетнама, 16 % — граждане Украины. Рост их числа заметен в большинстве крупных городов России. Они активно участвуют в деятельности множества предприятий строительства, ЖКХ и сферы услуг. В 2013 году число гастарбайтеров в России, с учётом нелегальных работников, оценивалось в 7 млн человек, свыше 83 % которых — это граждане из стран СНГ с безвизовым порядком въезда в Россию. По данным ФМС России, по состоянию на 2015 год, наибольшее количество иностранных мигрантов в России составляют граждане Украины (2,6 млн человек), на 2-м месте — Узбекистан (около 2 млн человек).
Работодателям зачастую выгоднее нанимать выходцев из экономически неблагополучных стран ближнего зарубежья, поскольку, в отличие от местных специалистов, они претендуют на несоизмеримо меньшие зарплаты. Большинство гастарбайтеров готовы жить в подвалах, расселённых домах, бытовках и даже гаражах. Наниматели получают скрытую прибыль от труда нелегальных мигрантов, ибо за них не требуется платить налоговых отчислений в госбюджет, страховых отчислений в медицинский и пенсионный фонды.